# 浦田典明
浦田 典明（うらた のりあき、1967年9月29日 - ）は、NHKの元シニアアナウンサーで、管理職。

## 人物
千葉県立薬園台高等学校を経て早稲田大学第二文学部を卒業後、1991年入局。アナウンサーとしては主に地域放送に携わることが多かった。

## 過去の出演番組
東京アナウンス室時代（ - 2007年5月）
- 生活ほっとモーニング（リポーター）
- 人にうれしく地球にやさしく〜第36回日本農業賞（2007年4月1日、リポーター）

鹿児島放送局時代（2007年6月 - 2011年6月）
- 鹿児島県のニュース・中継等
- 情報WAVEかごしま（編集責任者）
- ひるまえクルーズかごしま（編集責任者）
- ニュース845かごしま（不定期）
- NHKニュースかごしま（不定期）
- 放送部副部長（アナウンス統括）
- 鹿児島放送局制作番組の編集責任者

ラジオセンター時代（ディレクター業務（2度目）、2011年6月 - 2014年5月）
・ディレクター業務
福岡放送局時代（2014年6月 - 2017年6月）
- 放送部アナウンス専任部長
- アナウンス統括
- おはよう九州沖縄（不定期担当）
- ニュース845福岡（不定期担当）
- 九州沖縄で働くアナウンサー・キャスターのサポート役
- 福岡県・九州沖縄地方のニュース
- 管理業務全般
- 福岡放送局制作番組の編集責任者

ラジオセンター時代（3度目）（2017年6月-）
・チーフプロデューサー業務